# Herrarnas spelartrupper i ishockey vid olympiska vinterspelen 2014
Herrarnas spelartrupper i ishockey vid olympiska vinterspelen 2014 är en lista över spelartrupperna för de tolv deltagande nationerna vid ishockeyturneringen i OS 2014. Varje nation får anmäla 20 utespelare och 3 målvakter. 

## Grupp A

### Ryssland
| v • r   | Rysslands herrtrupp i ishockey vid olympiska vinterspelen 2014 | Rysslands herrtrupp i ishockey vid olympiska vinterspelen 2014 | Rysslands herrtrupp i ishockey vid olympiska vinterspelen 2014 | Rysslands herrtrupp i ishockey vid olympiska vinterspelen 2014 | Rysslands herrtrupp i ishockey vid olympiska vinterspelen 2014 | Rysslands herrtrupp i ishockey vid olympiska vinterspelen 2014 |
| Nr      | Pos.                                                           | Namn                                                           | Födelsedatum (ålder)                                           | Längd                                                          | Vikt                                                           | Lag säsongen 2013–14                                           |
| 1       | MV                                                             | Semjon Varlamov                                                | 27 april 1988 (25 år)                                          | 188 cm                                                         | 95 kg                                                          | Colorado Avalanche (NHL)                                       |
| 5       | B                                                              | Ilja Nikulin                                                   | 12 mars 1982 (31 år)                                           | 191 cm                                                         | 100 kg                                                         | Ak Bars Kazan (KHL)                                            |
| 6       | B                                                              | Nikita Nikitin                                                 | 16 juni 1986 (27 år)                                           | 193 cm                                                         | 98 kg                                                          | Columbus Blue Jackets (NHL)                                    |
| 8       | F                                                              | Aleksandr Ovetjkin – A                                         | 17 september 1985 (28 år)                                      | 188 cm                                                         | 106 kg                                                         | Washington Capitals (NHL)                                      |
| 10      | F                                                              | Viktor Tichonov                                                | 12 maj 1988 (25 år)                                            | 188 cm                                                         | 85 kg                                                          | SKA Sankt Petersburg (KHL)                                     |
| 11      | F                                                              | Jevgenij Malkin                                                | 31 juli 1986 (27 år)                                           | 192 cm                                                         | 86 kg                                                          | Pittsburgh Penguins (NHL)                                      |
| 13      | F                                                              | Pavel Datsiuk – C                                              | 20 juli 1978 (35 år)                                           | 180 cm                                                         | 90 kg                                                          | Detroit Red Wings (NHL)                                        |
| 15      | F                                                              | Aleksandr Svitov                                               | 3 november 1982 (31 år)                                        | 191 cm                                                         | 111 kg                                                         | Ak Bars Kazan (KHL)                                            |
| 24      | F                                                              | Aleksandr Popov                                                | 31 augusti 1980 (33 år)                                        | 178 cm                                                         | 82 kg                                                          | Avangard Omsk (KHL)                                            |
| 26      | B                                                              | Vjatjeslav Vojnov                                              | 15 januari 1990 (24 år)                                        | 183 cm                                                         | 86 kg                                                          | Los Angeles Kings (NHL)                                        |
| 27      | F                                                              | Aleksej Teresjtjenko                                           | 16 december 1980 (33 år)                                       | 180 cm                                                         | 83 kg                                                          | Ak Bars Kazan (KHL)                                            |
| 28      | F                                                              | Aleksandr Siomin                                               | 3 mars 1984 (29 år)                                            | 188 cm                                                         | 96 kg                                                          | Carolina Hurricanes (NHL)                                      |
| 30      | MV                                                             | Aleksandr Jerjomenko                                           | 10 april 1980 (33 år)                                          | 179 cm                                                         | 75 kg                                                          | Dynamo Moskva (KHL)                                            |
| 41      | F                                                              | Nikolaj Kuljemin                                               | 14 juli 1986 (27 år)                                           | 185 cm                                                         | 100 kg                                                         | Toronto Maple Leafs (NHL)                                      |
| 42      | F                                                              | Artjom Anisimov                                                | 24 maj 1988 (25 år)                                            | 192 cm                                                         | 91 kg                                                          | Columbus Blue Jackets (NHL)                                    |
| 43      | F                                                              | Valerij Nitjusjkin                                             | 4 mars 1995 (18 år)                                            | 192 cm                                                         | 91 kg                                                          | Dallas Stars (NHL)                                             |
| 47      | F                                                              | Aleksandr Radulov                                              | 5 juli 1986 (27 år)                                            | 186 cm                                                         | 90 kg                                                          | CSKA Moskva (KHL)                                              |
| 51      | B                                                              | Fjodor Tjutin                                                  | 19 juli 1983 (30 år)                                           | 188 cm                                                         | 95 kg                                                          | Columbus Blue Jackets (NHL)                                    |
| 71      | F                                                              | Ilja Kovaltjuk – A                                             | 15 april 1983 (30 år)                                          | 189 cm                                                         | 104 kg                                                         | SKA Sankt Petersburg (KHL)                                     |
| 72      | MV                                                             | Sergej Bobrovskij                                              | 20 september 1988 (25 år)                                      | 186 cm                                                         | 86 kg                                                          | Columbus Blue Jackets (NHL)                                    |
| 74      | B                                                              | Aleksej Jemelin                                                | 25 april 1986 (27 år)                                          | 186 cm                                                         | 101 kg                                                         | Montreal Canadiens (NHL)                                       |
| 77      | B                                                              | Anton Belov                                                    | 29 juli 1986 (27 år)                                           | 193 cm                                                         | 98 kg                                                          | Edmonton Oilers (NHL)                                          |
| 79      | B                                                              | Andrej Markov                                                  | 20 december 1978 (35 år)                                       | 183 cm                                                         | 92 kg                                                          | Montreal Canadiens (NHL)                                       |
| 82      | B                                                              | Jevgenij Medvedev                                              | 27 augusti 1982 (31 år)                                        | 190 cm                                                         | 90 kg                                                          | Ak Bars Kazan (KHL)                                            |
| 91      | F                                                              | Vladimir Tarasenko                                             | 13 december 1991 (22 år)                                       | 184 cm                                                         | 91 kg                                                          | St. Louis Blues (NHL)                                          |
| Tränare | Tränare                                                        | Zinetula Biljaletdinov                                         | Zinetula Biljaletdinov                                         | Zinetula Biljaletdinov                                         | Zinetula Biljaletdinov                                         | Zinetula Biljaletdinov                                         |

### Slovakien
| Forwards | Forwards           | Forwards        | Forwards                       | Forwards | Forwards | Forwards | Forwards | Forwards | Forwards | Forwards |
| Nr       | Namn               | Pos             | Team                           |          |          |          |          |          |          |          |
| -------- | ------------------ | --------------- | ------------------------------ | -------- | -------- | -------- | -------- | -------- | -------- | -------- |
| 61       | Milan Bartovič     | LW/RW           | HC Slovan Bratislava           |          |          |          |          |          |          |          |
| 26       | Michal Handzuš – A | C               | Chicago Blackhawks             |          |          |          |          |          |          |          |
| 81       | Marián Hossa – A   | RW              | Chicago Blackhawks             |          |          |          |          |          |          |          |
| 88       | Marcel Hossa       | RW/LW           | Dinamo Riga                    |          |          |          |          |          |          |          |
| 13       | Tomáš Jurčo        | RW/LW           | Grand Rapids Griffins          |          |          |          |          |          |          |          |
| 82       | Tomáš Kopecký      | C/W             | Florida Panthers               |          |          |          |          |          |          |          |
| 65       | Tomáš Marcinko     | C/RW            | HC Košice                      |          |          |          |          |          |          |          |
| 91       | Michel Miklík      | LW/RW           | HC Slovan Bratislava           |          |          |          |          |          |          |          |
| 85       | Peter Ölvecký      | C/LW            | HC Slovan Bratislava           |          |          |          |          |          |          |          |
| 28       | Richard Pánik      | RW              | Tampa Bay Lightning            |          |          |          |          |          |          |          |
| 92       | Branko Radivojevič | RW              | HC Slovan Bratislava           |          |          |          |          |          |          |          |
| 43       | Tomáš Surový       | W/C             | HK Dinamo Minsk                |          |          |          |          |          |          |          |
| 90       | Tomáš Tatar        | LW/RW           | Detroit Red Wings              |          |          |          |          |          |          |          |
| 67       | Tomáš Záborský     | LW/RW           | Salavat Julajev Ufa            |          |          |          |          |          |          |          |
| Backar   |                    |                 |                                |          |          |          |          |          |          |          |
| Nr       | Namn               | Namn            | Team                           |          |          |          |          |          |          |          |
| 7        | Ivan Baranka       | Ivan Baranka    | Avangard Omsk                  |          |          |          |          |          |          |          |
| 33       | Zdeno Chára – C    | Zdeno Chára – C | Boston Bruins                  |          |          |          |          |          |          |          |
| 68       | Milan Jurčina      | Milan Jurčina   | HC TPS                         |          |          |          |          |          |          |          |
| 52       | Martin Marinčin    | Martin Marinčin | Edmonton Oilers                |          |          |          |          |          |          |          |
| 14       | Andrej Meszároš    | Andrej Meszároš | Philadelphia Flyers            |          |          |          |          |          |          |          |
| 44       | Andrej Sekera      | Andrej Sekera   | Carolina Hurricanes            |          |          |          |          |          |          |          |
| 19       | Tomáš Starosta     | Tomáš Starosta  | HK Jugra Chanty-Mansijsk       |          |          |          |          |          |          |          |
| 23       | René Vydarený      | René Vydarený   | HC Mountfield České Budějovice |          |          |          |          |          |          |          |

| 31 | Peter Budaj    | Montreal Canadiens |
| 41 | Jaroslav Halák | St. Louis Blues    |
| 50 | Ján Laco       | HK Donbass         |

| Funktionärer | Funktionärer | Funktionärer    | Funktionärer |
| Roll         |              | Namn            |              |
| ------------ | ------------ | --------------- | ------------ |
| Tränare      |              | Vladimír Vůjtek |              |

### Slovenien
| Forwards | Forwards            | Forwards            | Forwards                   | Forwards | Forwards | Forwards | Forwards | Forwards | Forwards | Forwards |
| Nr       | Namn                | Pos                 | Team                       |          |          |          |          |          |          |          |
| -------- | ------------------- | ------------------- | -------------------------- | -------- | -------- | -------- | -------- | -------- | -------- | -------- |
| 71       | Bostjan Goličič     | LW                  | Diables Rouges de Briançon |          |          |          |          |          |          |          |
| 8        | Žiga Jeglič         | C/W                 | ERC Ingolstadt             |          |          |          |          |          |          |          |
| 11       | Anže Kopitar        | C                   | Los Angeles Kings          |          |          |          |          |          |          |          |
| 92       | Anže Kuralt         | LW                  | Dauphins d'Épinal          |          |          |          |          |          |          |          |
| 39       | Jan Muršak          | RW                  | HK CSKA Moskva             |          |          |          |          |          |          |          |
| 16       | Aleš Mušič          | C/LW                | HDD Olimpija Ljubljana     |          |          |          |          |          |          |          |
| 19       | Žiga Pance          | RW                  | Bolzano-Bozen Foxes        |          |          |          |          |          |          |          |
| 9        | Tomaž Razingar      | LW/RW               | IF Troja-Ljungby           |          |          |          |          |          |          |          |
| 12       | David Rodman        | RW/LW               | IK Oskarshamn              |          |          |          |          |          |          |          |
| 22       | Marcel Rodman       | C/RW                | Schwenninger Wild Wings    |          |          |          |          |          |          |          |
| 55       | Robert Sabolič      | RW/LW               | ERC Ingolstadt             |          |          |          |          |          |          |          |
| 24       | Rok Tičar           | C                   | Kölner Haie                |          |          |          |          |          |          |          |
| 26       | Jan Urbas           | C/W                 | EHC München                |          |          |          |          |          |          |          |
| 91       | Miha Verlič         | C                   | HDD Olimpija Ljubljana     |          |          |          |          |          |          |          |
| Backar   |                     |                     |                            |          |          |          |          |          |          |          |
| Nr       | Namn                | Namn                | Team                       |          |          |          |          |          |          |          |
| 15       | Blaž Gregorc        | Blaž Gregorc        | HC Pardubice               |          |          |          |          |          |          |          |
| 86       | Sabahudin Kovačevič | Sabahudin Kovačevič | Saryarka Karaganda         |          |          |          |          |          |          |          |
| 28       | Aleš Kranjc         | Aleš Kranjc         | Kölner Haie                |          |          |          |          |          |          |          |
| 17       | Žiga Pavlin         | Žiga Pavlin         | IF Troja-Ljungby           |          |          |          |          |          |          |          |
| 14       | Matic Podlipnik     | Matic Podlipnik     | HC Dukla Jihlava           |          |          |          |          |          |          |          |
| 7        | Klemen Pretnar      | Klemen Pretnar      | EC VSV                     |          |          |          |          |          |          |          |
| 51       | Mitja Robar         | Mitja Robar         | Krefeld Pinguine           |          |          |          |          |          |          |          |
| 4        | Andrej Tavželj      | Andrej Tavželj      | Dragons de Rouen           |          |          |          |          |          |          |          |

| 40 | Luka Gračnar   | EC Red Bull Salzburg |
| 1  | Andrej Hočevar | Dauphins d'Épinal    |
| 33 | Robert Kristan | HK Nitra             |

| Funktionärer | Funktionärer | Funktionärer   | Funktionärer |
| Roll         |              | Namn           |              |
| ------------ | ------------ | -------------- | ------------ |
| Tränare      |              | Matjaž Kopitar |              |

### USA
| v • r   | USA:s herrtrupp i ishockey vid olympiska vinterspelen 2014 | USA:s herrtrupp i ishockey vid olympiska vinterspelen 2014 | USA:s herrtrupp i ishockey vid olympiska vinterspelen 2014 | USA:s herrtrupp i ishockey vid olympiska vinterspelen 2014 | USA:s herrtrupp i ishockey vid olympiska vinterspelen 2014 | USA:s herrtrupp i ishockey vid olympiska vinterspelen 2014 |
| Nr      | Pos.                                                       | Namn                                                       | Födelsedatum (ålder)                                       | Längd                                                      | Vikt                                                       | Lag säsongen 2013–14                                       |
| 3       | B                                                          | Cam Fowler                                                 | 5 december 1991 (22 år)                                    | 185 cm                                                     | 89 kg                                                      | Anaheim Ducks (NHL)                                        |
| 4       | B                                                          | John Carlson                                               | 10 januari 1990 (24 år)                                    | 191 cm                                                     | 96 kg                                                      | Washington Capitals (NHL)                                  |
| 7       | B                                                          | Paul Martin                                                | 5 mars 1981 (32 år)                                        | 185 cm                                                     | 91 kg                                                      | Pittsburgh Penguins (NHL)                                  |
| 8       | F                                                          | Joe Pavelski                                               | 11 juli 1984 (29 år)                                       | 180 cm                                                     | 86 kg                                                      | San Jose Sharks (NHL)                                      |
| 9       | F                                                          | Zach Parise – C                                            | 28 juli 1984 (29 år)                                       | 180 cm                                                     | 86 kg                                                      | Minnesota Wild (NHL)                                       |
| 12      | F                                                          | Derek Stepan                                               | 18 juni 1990 (23 år)                                       | 185 cm                                                     | 89 kg                                                      | New York Rangers (NHL)                                     |
| 17      | F                                                          | Ryan Kesler                                                | 31 augusti 1984 (29 år)                                    | 188 cm                                                     | 92 kg                                                      | Vancouver Canucks (NHL)                                    |
| 20      | B                                                          | Ryan Suter – A                                             | 21 januari 1985 (29 år)                                    | 185 cm                                                     | 90 kg                                                      | Minnesota Wild (NHL)                                       |
| 21      | F                                                          | James van Riemsdyk                                         | 4 maj 1989 (24 år)                                         | 191 cm                                                     | 91 kg                                                      | Toronto Maple Leafs (NHL)                                  |
| 22      | B                                                          | Kevin Shattenkirk                                          | 29 januari 1989 (25 år)                                    | 180 cm                                                     | 94 kg                                                      | St. Louis Blues (NHL)                                      |
| 23      | F                                                          | Dustin Brown – A                                           | 4 november 1984 (29 år)                                    | 185 cm                                                     | 96 kg                                                      | Los Angeles Kings (NHL)                                    |
| 24      | F                                                          | Ryan Callahan                                              | 21 mars 1985 (28 år)                                       | 180 cm                                                     | 82 kg                                                      | New York Rangers (NHL)                                     |
| 26      | F                                                          | Paul Stastny                                               | 27 december 1985 (28 år)                                   | 185 cm                                                     | 93 kg                                                      | Colorado Avalanche (NHL)                                   |
| 27      | B                                                          | Ryan McDonagh                                              | 13 juni 1989 (24 år)                                       | 185 cm                                                     | 97 kg                                                      | New York Rangers (NHL)                                     |
| 28      | F                                                          | Blake Wheeler                                              | 31 augusti 1986 (27 år)                                    | 196 cm                                                     | 93 kg                                                      | Winnipeg Jets (NHL)                                        |
| 32      | MV                                                         | Jonathan Quick                                             | 21 januari 1986 (28 år)                                    | 185 cm                                                     | 99 kg                                                      | Los Angeles Kings (NHL)                                    |
| 35      | MV                                                         | Jimmy Howard                                               | 26 mars 1984 (29 år)                                       | 183 cm                                                     | 99 kg                                                      | Detroit Red Wings (NHL)                                    |
| 39      | MV                                                         | Ryan Miller                                                | 17 juli 1980 (33 år)                                       | 188 cm                                                     | 79 kg                                                      | Buffalo Sabres (NHL)                                       |
| 42      | F                                                          | David Backes                                               | 1 maj 1984 (29 år)                                         | 191 cm                                                     | 100 kg                                                     | St. Louis Blues (NHL)                                      |
| 44      | B                                                          | Brooks Orpik                                               | 26 september 1980 (33 år)                                  | 188 cm                                                     | 99 kg                                                      | Pittsburgh Penguins (NHL)                                  |
| 67      | F                                                          | Max Pacioretty                                             | 20 november 1988 (25 år)                                   | 188 cm                                                     | 99 kg                                                      | Montreal Canadiens (NHL)                                   |
| 72      | B                                                          | Justin Faulk                                               | 20 mars 1992 (21 år)                                       | 183 cm                                                     | 98 kg                                                      | Carolina Hurricanes (NHL)                                  |
| 74      | F                                                          | T.J. Oshie                                                 | 23 december 1986 (27 år)                                   | 180 cm                                                     | 86 kg                                                      | St. Louis Blues (NHL)                                      |
| 81      | F                                                          | Phil Kessel                                                | 2 oktober 1987 (26 år)                                     | 185 cm                                                     | 92 kg                                                      | Toronto Maple Leafs (NHL)                                  |
| 88      | F                                                          | Patrick Kane                                               | 19 november 1988 (25 år)                                   | 180 cm                                                     | 82 kg                                                      | Chicago Blackhawks (NHL)                                   |
| Tränare | Tränare                                                    | Dan Bylsma                                                 | Dan Bylsma                                                 | Dan Bylsma                                                 | Dan Bylsma                                                 | Dan Bylsma                                                 |

## Grupp B

### Österrike
| Forwards | Forwards              | Forwards              | Forwards             | Forwards | Forwards | Forwards | Forwards | Forwards | Forwards | Forwards |
| Nr       | Namn                  | Pos                   | Team                 |          |          |          |          |          |          |          |
| -------- | --------------------- | --------------------- | -------------------- | -------- | -------- | -------- | -------- | -------- | -------- | -------- |
| 5        | Thomas Raffl          | LW                    | EC Red Bull Salzburg |          |          |          |          |          |          |          |
| 40       | Michael Grabner       | RW                    | New York Islanders   |          |          |          |          |          |          |          |
| 89       | Raphael Herburger     | C                     | EHC Biel             |          |          |          |          |          |          |          |
| 27       | Thomas Hundertpfund   | LW/C                  | Timrå IK             |          |          |          |          |          |          |          |
| 25       | Matthias Iberer       | RW                    | EHC Linz             |          |          |          |          |          |          |          |
| 18       | Thomas Koch – A       | C                     | EC KAC               |          |          |          |          |          |          |          |
| 15       | Manuel Latusa         | RW                    | EC Red Bull Salzburg |          |          |          |          |          |          |          |
| 77       | Brian Lebler          | RW                    | EHC Linz             |          |          |          |          |          |          |          |
| 14       | Andreas Nödl          | RW                    | EC Red Bull Salzburg |          |          |          |          |          |          |          |
| 10       | Daniel Oberkofler     | LW                    | EHC Linz             |          |          |          |          |          |          |          |
| 12       | Michael Raffl         | LW                    | Philadelphia Flyers  |          |          |          |          |          |          |          |
| 44       | Oliver Setzinger      | LW/RW                 | HC Lausanne          |          |          |          |          |          |          |          |
| 26       | Thomas Vanek – C      | LW                    | New York Islanders   |          |          |          |          |          |          |          |
| 20       | Daniel Welser         | LW                    | EC KAC               |          |          |          |          |          |          |          |
| Backar   |                       |                       |                      |          |          |          |          |          |          |          |
| Nr       | Namn                  | Namn                  | Team                 |          |          |          |          |          |          |          |
| 4        | Gerhard Unterluggauer | Gerhard Unterluggauer | EC Villacher SV      |          |          |          |          |          |          |          |
| 7        | Stefan Ulmer          | Stefan Ulmer          | HC Lugano            |          |          |          |          |          |          |          |
| 22       | Thomas Pöck           | Thomas Pöck           | EC KAC               |          |          |          |          |          |          |          |
| 41       | Mario Altmann         | Mario Altmann         | Villacher SV         |          |          |          |          |          |          |          |
| 48       | Florian Iberer        | Florian Iberer        | EC KAC               |          |          |          |          |          |          |          |
| 51       | Matthias Trattnig – A | Matthias Trattnig – A | EC Red Bull Salzburg |          |          |          |          |          |          |          |
| 55       | Robert Lukas          | Robert Lukas          | EHC Black Wings Linz |          |          |          |          |          |          |          |
| 64       | Andre Lakos           | Andre Lakos           | Vienna Capitals      |          |          |          |          |          |          |          |

| 24 | Mathias Lange      | Iserlohn Roosters |
| 29 | Bernhard Starkbaum | Brynäs IF         |
| 30 | René Swette        | EC KAC            |

| Funktionärer | Funktionärer | Funktionärer     | Funktionärer |
| Roll         |              | Namn             |              |
| ------------ | ------------ | ---------------- | ------------ |
| Tränare      |              | Emanuel Viveiros |              |

### Kanada
| Forwards | Forwards            | Forwards            | Forwards            | Forwards | Forwards | Forwards | Forwards | Forwards | Forwards | Forwards |
| Nr       | Namn                | Pos                 | Team                |          |          |          |          |          |          |          |
| -------- | ------------------- | ------------------- | ------------------- | -------- | -------- | -------- | -------- | -------- | -------- | -------- |
| 14       | Jamie Benn          | LW                  | Dallas Stars        |          |          |          |          |          |          |          |
| 37       | Patrice Bergeron    | C                   | Boston Bruins       |          |          |          |          |          |          |          |
| 17       | Jeff Carter         | C                   | Los Angeles Kings   |          |          |          |          |          |          |          |
| 87       | Sidney Crosby – C   | C                   | Pittsburgh Penguins |          |          |          |          |          |          |          |
| 9        | Matt Duchene        | C                   | Colorado Avalanche  |          |          |          |          |          |          |          |
| 15       | Ryan Getzlaf        | C                   | Anaheim Ducks       |          |          |          |          |          |          |          |
| 14       | Chris Kunitz        | LW                  | Pittsburgh Penguins |          |          |          |          |          |          |          |
| 12       | Patrick Marleau     | LW                  | San Jose Sharks     |          |          |          |          |          |          |          |
| 61       | Rick Nash           | LW                  | New York Rangers    |          |          |          |          |          |          |          |
| 24       | Corey Perry         | RW                  | Anaheim Ducks       |          |          |          |          |          |          |          |
| 10       | Patrick Sharp       | LW                  | Chicago Blackhawks  |          |          |          |          |          |          |          |
| 26       | Martin St. Louis    | RW                  | Tampa Bay Lightning |          |          |          |          |          |          |          |
| 20       | John Tavares        | C                   | New York Islanders  |          |          |          |          |          |          |          |
| 19       | Jonathan Toews – A  | C                   | Chicago Blackhawks  |          |          |          |          |          |          |          |
| Backar   |                     |                     |                     |          |          |          |          |          |          |          |
| Nr       | Namn                | Namn                | Team                |          |          |          |          |          |          |          |
| 4        | Jay Bouwmeester     | Jay Bouwmeester     | St. Louis Blues     |          |          |          |          |          |          |          |
| 8        | Drew Doughty        | Drew Doughty        | Los Angeles Kings   |          |          |          |          |          |          |          |
| 5        | Dan Hamhuis         | Dan Hamhuis         | Vancouver Canucks   |          |          |          |          |          |          |          |
| 2        | Duncan Keith        | Duncan Keith        | Chicago Blackhawks  |          |          |          |          |          |          |          |
| 27       | Alex Pietrangelo    | Alex Pietrangelo    | St. Louis Blues     |          |          |          |          |          |          |          |
| 76       | P. K. Subban        | P. K. Subban        | Montreal Canadiens  |          |          |          |          |          |          |          |
| 44       | Marc-Édouard Vlasic | Marc-Édouard Vlasic | San Jose Sharks     |          |          |          |          |          |          |          |
| 6        | Shea Weber – A      | Shea Weber – A      | Nashville Predators |          |          |          |          |          |          |          |

| 1  | Roberto Luongo | Vancouver Canucks  |
| 31 | Carey Price    | Montreal Canadiens |
| 41 | Mike Smith     | Phoenix Coyotes    |

| Funktionärer | Funktionärer | Funktionärer | Funktionärer |
| Roll         |              | Namn         |              |
| ------------ | ------------ | ------------ | ------------ |
| Tränare      |              | Mike Babcock |              |

### Finland
| Forwards | Forwards           | Forwards          | Forwards                   | Forwards | Forwards | Forwards | Forwards | Forwards | Forwards | Forwards |
| Nr       | Namn               | Pos               | Team                       |          |          |          |          |          |          |          |
| -------- | ------------------ | ----------------- | -------------------------- | -------- | -------- | -------- | -------- | -------- | -------- | -------- |
| 8        | Teemu Selänne – C  | RW                | Anaheim Ducks              |          |          |          |          |          |          |          |
| 12       | Olli Jokinen       | C                 | Winnipeg Jets              |          |          |          |          |          |          |          |
| 15       | Tuomo Ruutu        | C                 | Carolina Hurricanes        |          |          |          |          |          |          |          |
| 16       | Aleksander Barkov  | C                 | Florida Panthers           |          |          |          |          |          |          |          |
| 21       | Jori Lehterä       | C                 | HK Sibir Novosibirsk       |          |          |          |          |          |          |          |
| 23       | Sakari Salminen    | LW/RW             | Torpedo Nizjnij Novgorod   |          |          |          |          |          |          |          |
| 26       | Jarkko Immonen     | C                 | Torpedo Nizjnij Novgorod   |          |          |          |          |          |          |          |
| 27       | Petri Kontiola     | C                 | Traktor Tjeljabinsk        |          |          |          |          |          |          |          |
| 28       | Lauri Korpikoski   | LW                | Phoenix Coyotes            |          |          |          |          |          |          |          |
| 36       | Jussi Jokinen      | LW/RW             | Pittsburgh Penguins        |          |          |          |          |          |          |          |
| 41       | Antti Pihlström    | LW/RW             | Salavat Julajev Ufa        |          |          |          |          |          |          |          |
| 50       | Juhamatti Aaltonen | RW                | Oulun Kärpät               |          |          |          |          |          |          |          |
| 20       | Mikael Granlund    | C/LW              | Minnesota Wild             |          |          |          |          |          |          |          |
| 71       | Leo Komarov – A    | C                 | OHK Dynamo Moskva          |          |          |          |          |          |          |          |
| Backar   |                    |                   |                            |          |          |          |          |          |          |          |
| Nr       | Namn               | Namn              | Team                       |          |          |          |          |          |          |          |
| 3        | Olli Määttä        | Olli Määttä       | Pittsburgh Penguins        |          |          |          |          |          |          |          |
| 4        | Ossi Väänänen      | Ossi Väänänen     | Jokerit                    |          |          |          |          |          |          |          |
| 5        | Lasse Kukkonen     | Lasse Kukkonen    | Oulun Kärpät               |          |          |          |          |          |          |          |
| 6        | Sami Salo          | Sami Salo         | Tampa Bay Lightning        |          |          |          |          |          |          |          |
| 18       | Sami Lepistö       | Sami Lepistö      | Avtomobilist Jekaterinburg |          |          |          |          |          |          |          |
| 38       | Juuso Hietanen     | Juuso Hietanen    | Torpedo Nizjnij Novgorod   |          |          |          |          |          |          |          |
| 44       | Kimmo Timonen – A  | Kimmo Timonen – A | Philadelphia Flyers        |          |          |          |          |          |          |          |
| 45       | Sami Vatanen       | Sami Vatanen      | Anaheim Ducks              |          |          |          |          |          |          |          |

| 31 | Antti Niemi   | San Jose Sharks |
| 32 | Kari Lehtonen | Dallas Stars    |
| 41 | Tuukka Rask   | Boston Bruins   |

| Funktionärer | Funktionärer | Funktionärer     | Funktionärer |
| Roll         |              | Namn             |              |
| ------------ | ------------ | ---------------- | ------------ |
| Tränare      |              | Erkka Westerlund |              |

### Norge
| Forwards | Forwards                   | Forwards                   | Forwards             | Forwards | Forwards | Forwards | Forwards | Forwards | Forwards | Forwards |
| Nr       | Namn                       | Pos                        | Team                 |          |          |          |          |          |          |          |
| -------- | -------------------------- | -------------------------- | -------------------- | -------- | -------- | -------- | -------- | -------- | -------- | -------- |
| 8        | Mads Hansen                | C                          | Storhamar Dragons    |          |          |          |          |          |          |          |
| 13       | Sondre Olden               | RW/LW                      | Vålerengens IF       |          |          |          |          |          |          |          |
| 15       | Per-Åge Skrøder            | LW                         | Modo Hockey          |          |          |          |          |          |          |          |
| 20       | Anders Bastiansen – A      | C                          | Färjestad BK         |          |          |          |          |          |          |          |
| 21       | Morten Ask                 | C                          | Vålerengens IF       |          |          |          |          |          |          |          |
| 22       | Martin Røymark             | LW/RW                      | Färjestad BK         |          |          |          |          |          |          |          |
| 26       | Kristian Forsberg          | C                          | Modo Hockey          |          |          |          |          |          |          |          |
| 28       | Niklas Roest               | LW                         | BIK Karlskoga        |          |          |          |          |          |          |          |
| 29       | Robin Dahlstrøm            | LW/RW                      | Örebro HK            |          |          |          |          |          |          |          |
| 36       | Mats Zuccarello Aasen      | LW/RW                      | New York Rangers     |          |          |          |          |          |          |          |
| 40       | Ken André Olimb            | C                          | Düsseldorfer EG      |          |          |          |          |          |          |          |
| 41       | Patrick Thoresen – A       | RW                         | SKA Sankt Petersburg |          |          |          |          |          |          |          |
| 43       | Fredrik Lystad Jacobsen    | C/LW                       | Storhamar Dragons    |          |          |          |          |          |          |          |
| 46       | Mathis Olimb               | C                          | Frölunda HC          |          |          |          |          |          |          |          |
| 51       | Mats Rosseli Olsen         | RW/LW                      | Frölunda HC          |          |          |          |          |          |          |          |
| Backar   |                            |                            |                      |          |          |          |          |          |          |          |
| Nr       | Namn                       | Namn                       | Team                 |          |          |          |          |          |          |          |
| 4        | Daniel Sørvik              | Daniel Sørvik              | Vålerengens IF       |          |          |          |          |          |          |          |
| 6        | Jonas Holøs                | Jonas Holøs                | Lokomotiv Jaroslavl  |          |          |          |          |          |          |          |
| 23       | Mats Trygg                 | Mats Trygg                 | Lørenskog IK         |          |          |          |          |          |          |          |
| 39       | Henrik Solberg             | Henrik Solberg             | Stavanger Oilers     |          |          |          |          |          |          |          |
| 42       | Henrik Ødegaard            | Henrik Ødegaard            | Missouri Mavericks   |          |          |          |          |          |          |          |
| 47       | Alexander Bonsaksen        | Alexander Bonsaksen        | Vålerengens IF       |          |          |          |          |          |          |          |
| 55       | Ole-Kristian Tollefsen – C | Ole-Kristian Tollefsen – C | Färjestads BK        |          |          |          |          |          |          |          |

| 30 | Lars Haugen    | HK Dinamo Minsk |
| 34 | Lars Volden    | Esbo Blues      |
| 70 | Steffen Søberg | Vålerengens IF  |

| Funktionärer | Funktionärer | Funktionärer | Funktionärer |
| Roll         |              | Namn         |              |
| ------------ | ------------ | ------------ | ------------ |
| Tränare      |              | Roy Johansen |              |

## Grupp C

### Lettland
| Forwards | Forwards            | Forwards            | Forwards                       | Forwards | Forwards | Forwards | Forwards | Forwards | Forwards | Forwards |
| Nr       | Namn                | Pos                 | Team                           |          |          |          |          |          |          |          |
| -------- | ------------------- | ------------------- | ------------------------------ | -------- | -------- | -------- | -------- | -------- | -------- | -------- |
| 21       | Armands Bērziņš     | C                   | Beibarys Atyrau                |          |          |          |          |          |          |          |
| 47       | Mārtiņš Cipulis     | LW/RW               | Dinamo Riga                    |          |          |          |          |          |          |          |
| 10       | Lauris Dārziņš – A  | LW                  | Dinamo Riga                    |          |          |          |          |          |          |          |
| 16       | Kaspars Daugaviņš   | LW/RW               | Genève-Servette HC             |          |          |          |          |          |          |          |
| 28       | Zemgus Girgensons   | C                   | Buffalo Sabres                 |          |          |          |          |          |          |          |
| 70       | Miks Indrašis       | RW                  | Dinamo Riga                    |          |          |          |          |          |          |          |
| 51       | Koba Jass           | LW                  | HC Bílí Tygři Liberec          |          |          |          |          |          |          |          |
| 15       | Mārtiņš Karsums     | LW                  | HK Dynamo Moskva               |          |          |          |          |          |          |          |
| 91       | Ronalds Ķēniņš      | LW                  | ZSC Lions                      |          |          |          |          |          |          |          |
| 79       | Vitālijs Pavlovs    | RW/C                | Dinamo Riga                    |          |          |          |          |          |          |          |
| 24       | Miķelis Rēdlihs     | RW                  | Lokomotiv Jaroslavl            |          |          |          |          |          |          |          |
| 5        | Jānis Sprukts       | C                   | Lokomotiv Jaroslavl            |          |          |          |          |          |          |          |
| 3        | Juris Štāls         | RW/C                | HK Poprad                      |          |          |          |          |          |          |          |
| 12       | Herberts Vasiļjevs  | LW/C                | Krefeld Pinguine               |          |          |          |          |          |          |          |
| Backar   |                     |                     |                                |          |          |          |          |          |          |          |
| Nr       | Namn                | Namn                | Team                           |          |          |          |          |          |          |          |
| 37       | Oskars Bārtulis – A | Oskars Bārtulis – A | HK Donbass                     |          |          |          |          |          |          |          |
| 29       | Ralfs Freibergs     | Ralfs Freibergs     | Bowling Green State University |          |          |          |          |          |          |          |
| 32       | Artūrs Kulda        | Artūrs Kulda        | Salavat Julajev Ufa            |          |          |          |          |          |          |          |
| 8        | Sandis Ozoliņš – C  | Sandis Ozoliņš – C  | Dinamo Riga                    |          |          |          |          |          |          |          |
| 81       | Georgijs Pujacs     | Georgijs Pujacs     | Dinamo Riga                    |          |          |          |          |          |          |          |
| 9        | Krišjānis Rēdlihs   | Krišjānis Rēdlihs   | Dinamo Riga                    |          |          |          |          |          |          |          |
| 6        | Arvīds Reķis        | Arvīds Reķis        | Dinamo Riga                    |          |          |          |          |          |          |          |
| 11       | Kristaps Sotnieks   | Kristaps Sotnieks   | Dinamo Riga                    |          |          |          |          |          |          |          |

| 50 | Kristers Gudļevskis | Syracuse Crunch |
| 31 | Edgars Masaļskis    | HK Poprad       |
| 1  | Ervīns Muštukovs    | EfB Ishockey    |

| Funktionärer | Funktionärer | Funktionärer | Funktionärer |
| Roll         |              | Namn         |              |
| ------------ | ------------ | ------------ | ------------ |
| Tränare      |              | Ted Nolan    |              |

### Schweiz
| Forwards | Forwards              | Forwards              | Forwards            | Forwards | Forwards | Forwards | Forwards | Forwards | Forwards | Forwards |
| Nr       | Namn                  | Pos                   | Team                |          |          |          |          |          |          |          |
| -------- | --------------------- | --------------------- | ------------------- | -------- | -------- | -------- | -------- | -------- | -------- | -------- |
| 10       | Andres Ambühl         | RW/C                  | HC Davos            |          |          |          |          |          |          |          |
| 48       | Matthias Bieber       | LW/C                  | Kloten Flyers       |          |          |          |          |          |          |          |
| 23       | Simon Bodenmann       | LW/RW                 | Kloten Flyers       |          |          |          |          |          |          |          |
| 96       | Damien Brunner        | RW                    | New Jersey Devils   |          |          |          |          |          |          |          |
| 12       | Luca Cunti            | C                     | ZSC Lions           |          |          |          |          |          |          |          |
| 51       | Ryan Gardner          | RW/C                  | Florida Panthers    |          |          |          |          |          |          |          |
| 70       | Denis Hollenstein     | LW/RW                 | Genève-Servette HC  |          |          |          |          |          |          |          |
| 82       | Simon Moser           | LW/RW                 | Milwaukee Admirals  |          |          |          |          |          |          |          |
| 22       | Nino Niederreiter     | RW/LW                 | Minnesota Wild      |          |          |          |          |          |          |          |
| 28       | Martin Plüss – A      | C                     | SC Bern             |          |          |          |          |          |          |          |
| 88       | Kevin Romy            | C                     | Genève-Servette HC  |          |          |          |          |          |          |          |
| 24       | Reto Suri             | RW/LW                 | EV Zug              |          |          |          |          |          |          |          |
| 43       | Morris Trachsler      | C                     | ZSC Lions           |          |          |          |          |          |          |          |
| 14       | Roman Wick            | LW/RW                 | ZSC Lions           |          |          |          |          |          |          |          |
| Backar   |                       |                       |                     |          |          |          |          |          |          |          |
| Nr       | Namn                  | Namn                  | Team                |          |          |          |          |          |          |          |
| 5        | Severin Blindenbacher | Severin Blindenbacher | ZSC Lions           |          |          |          |          |          |          |          |
| 16       | Raphael Díaz          | Raphael Díaz          | Vancouver Canucks   |          |          |          |          |          |          |          |
| 90       | Roman Josi            | Roman Josi            | Nashville Predators |          |          |          |          |          |          |          |
| 31       | Mathias Seger – C     | Mathias Seger – C     | ZSC Lions           |          |          |          |          |          |          |          |
| 7        | Mark Streit – A       | Mark Streit – A       | Philadelphia Flyers |          |          |          |          |          |          |          |
| 3        | Julien Vauclair       | Julien Vauclair       | HC Lugano           |          |          |          |          |          |          |          |
| 72       | Patrick von Gunten    | Patrick von Gunten    | Kloten Flyers       |          |          |          |          |          |          |          |
| 6        | Yannick Weber         | Yannick Weber         | Vancouver Canucks   |          |          |          |          |          |          |          |

| 20 | Reto Berra     | Calgary Flames     |
| 1  | Jonas Hiller   | Anaheim Ducks      |
| 52 | Tobias Stephan | Genève-Servette HC |

| Funktionärer | Funktionärer | Funktionärer | Funktionärer |
| Roll         |              | Namn         |              |
| ------------ | ------------ | ------------ | ------------ |
| Tränare      |              | Sean Simpson |              |

### Sverige
| v • r   | Sveriges herrtrupp i ishockey vid olympiska vinterspelen 2014 | Sveriges herrtrupp i ishockey vid olympiska vinterspelen 2014 | Sveriges herrtrupp i ishockey vid olympiska vinterspelen 2014 | Sveriges herrtrupp i ishockey vid olympiska vinterspelen 2014 | Sveriges herrtrupp i ishockey vid olympiska vinterspelen 2014 | Sveriges herrtrupp i ishockey vid olympiska vinterspelen 2014 |
| Nr      | Pos.                                                          | Namn                                                          | Födelsedatum (ålder)                                          | Längd                                                         | Vikt                                                          | Lag säsongen 2013–14                                          |
| 1       | MV                                                            | Jhonas Enroth                                                 | 25 juni 1988 (25 år)                                          | 180 cm                                                        | 75 kg                                                         | Buffalo Sabres (NHL)                                          |
| 3       | B                                                             | Oliver Ekman-Larsson                                          | 17 juli 1991 (22 år)                                          | 188 cm                                                        | 86 kg                                                         | Phoenix Coyotes (NHL)                                         |
| 4       | B                                                             | Niklas Hjalmarsson                                            | 6 juni 1987 (26 år)                                           | 191 cm                                                        | 94 kg                                                         | Chicago Blackhawks (NHL)                                      |
| 7       | B                                                             | Henrik Tallinder                                              | 10 januari 1979 (35 år)                                       | 193 cm                                                        | 98 kg                                                         | Buffalo Sabres (NHL)                                          |
| 11      | F                                                             | Daniel Alfredsson – A                                         | 11 december 1972 (41 år)                                      | 182 cm                                                        | 92 kg                                                         | Detroit Red Wings (NHL)                                       |
| 14      | F                                                             | Patrik Berglund                                               | 2 juni 1988 (25 år)                                           | 192 cm                                                        | 99 kg                                                         | St. Louis Blues (NHL)                                         |
| 16      | F                                                             | Marcus Krüger                                                 | 27 maj 1990 (23 år)                                           | 182 cm                                                        | 82 kg                                                         | Chicago Blackhawks (NHL)                                      |
| 18      | F                                                             | Jakob Silfverberg                                             | 13 oktober 1990 (23 år)                                       | 186 cm                                                        | 91 kg                                                         | Anaheim Ducks (NHL)                                           |
| 19      | F                                                             | Nicklas Bäckström                                             | 23 november 1987 (26 år)                                      | 185 cm                                                        | 95 kg                                                         | Washington Capitals (NHL)                                     |
| 20      | F                                                             | Alexander Steen                                               | 1 mars 1984 (29 år)                                           | 182 cm                                                        | 95 kg                                                         | St. Louis Blues (NHL)                                         |
| 21      | F                                                             | Loui Eriksson                                                 | 17 juli 1985 (28 år)                                          | 188 cm                                                        | 89 kg                                                         | Boston Bruins (NHL)                                           |
| 22      | F                                                             | Daniel Sedin                                                  | 26 september 1980 (33 år)                                     | 185 cm                                                        | 85 kg                                                         | Vancouver Canucks (NHL)                                       |
| 23      | B                                                             | Alexander Edler                                               | 21 april 1986 (27 år)                                         | 191 cm                                                        | 98 kg                                                         | Vancouver Canucks (NHL)                                       |
| 27      | B                                                             | Johnny Oduya                                                  | 1 oktober 1981 (32 år)                                        | 183 cm                                                        | 86 kg                                                         | Chicago Blackhawks (NHL)                                      |
| 30      | MV                                                            | Henrik Lundqvist                                              | 2 mars 1982 (31 år)                                           | 185 cm                                                        | 87 kg                                                         | New York Rangers (NHL)                                        |
| 40      | F                                                             | Henrik Zetterberg                                             | 9 oktober 1980 (33 år)                                        | 183 cm                                                        | 86 kg                                                         | Detroit Red Wings (NHL)                                       |
| 41      | F                                                             | Gustav Nyquist                                                | 1 september 1989 (24 år)                                      | 180 cm                                                        | 89 kg                                                         | Detroit Red Wings (NHL)                                       |
| 42      | F                                                             | Jimmie Ericsson                                               | 22 februari 1980 (33 år)                                      | 187 cm                                                        | 84 kg                                                         | Skellefteå AIK (SHL)                                          |
| 50      | MV                                                            | Jonas Gustavsson                                              | 24 oktober 1984 (29 år)                                       | 191 cm                                                        | 87 kg                                                         | Detroit Red Wings (NHL)                                       |
| 52      | B                                                             | Jonathan Ericsson                                             | 2 mars 1984 (29 år)                                           | 195 cm                                                        | 102 kg                                                        | Detroit Red Wings (NHL)                                       |
| 55      | B                                                             | Niklas Kronwall – C                                           | 12 januari 1981 (33 år)                                       | 183 cm                                                        | 87 kg                                                         | Detroit Red Wings (NHL)                                       |
| 62      | F                                                             | Carl Hagelin                                                  | 23 augusti 1988 (25 år)                                       | 182 cm                                                        | 85 kg                                                         | New York Rangers (NHL)                                        |
| 65      | B                                                             | Erik Karlsson                                                 | 31 maj 1990 (23 år)                                           | 181 cm                                                        | 79 kg                                                         | Ottawa Senators (NHL)                                         |
| 90      | F                                                             | Marcus Johansson                                              | 6 oktober 1990 (23 år)                                        | 183 cm                                                        | 93 kg                                                         | Washington Capitals (NHL)                                     |
| 92      | F                                                             | Gabriel Landeskog – A                                         | 23 november 1992 (21 år)                                      | 185 cm                                                        | 99 kg                                                         | Colorado Avalanche (NHL)                                      |
| Tränare | Tränare                                                       | Pär Mårts                                                     | Pär Mårts                                                     | Pär Mårts                                                     | Pär Mårts                                                     | Pär Mårts                                                     |

### Tjeckien
| Forwards | Forwards           | Forwards        | Forwards              | Forwards | Forwards | Forwards | Forwards | Forwards | Forwards | Forwards |
| Nr       | Namn               | Pos             | Team                  |          |          |          |          |          |          |          |
| -------- | ------------------ | --------------- | --------------------- | -------- | -------- | -------- | -------- | -------- | -------- | -------- |
| 10       | Roman Červenka     | C/W             | SKA Sankt Petersburg  |          |          |          |          |          |          |          |
| 26       | Patrik Eliáš – A   | LW/C            | New Jersey Devils     |          |          |          |          |          |          |          |
| 91       | Martin Erat        | LW/RW           | Washington Capitals   |          |          |          |          |          |          |          |
| 67       | Michael Frolík     | W/C             | Winnipeg Jets         |          |          |          |          |          |          |          |
| 11       | Martin Hanzal      | C               | Phoenix Coyotes       |          |          |          |          |          |          |          |
| 83       | Aleš Hemský        | RW              | Edmonton Oilers       |          |          |          |          |          |          |          |
| 68       | Jaromír Jágr – A   | RW              | New Jersey Devils     |          |          |          |          |          |          |          |
| 46       | David Krejčí       | C               | Boston Bruins         |          |          |          |          |          |          |          |
| 9        | Milan Michálek     | LW/RW           | Ottawa Senators       |          |          |          |          |          |          |          |
| 93       | Petr Nedvěd        | C               | HC Bílí Tygři Liberec |          |          |          |          |          |          |          |
| 12       | Jiří Novotný       | C/W             | HC Lev Praha          |          |          |          |          |          |          |          |
| 18       | Ondřej Palát       | LW              | Tampa Bay Lightning   |          |          |          |          |          |          |          |
| 14       | Tomáš Plekanec – C | C               | Montreal Canadiens    |          |          |          |          |          |          |          |
| 89       | Jakub Voráček      | RW              | Philadelphia Flyers   |          |          |          |          |          |          |          |
| Backar   |                    |                 |                       |          |          |          |          |          |          |          |
| Nr       | Namn               | Namn            | Team                  |          |          |          |          |          |          |          |
| 8        | Michal Barinka     | Michal Barinka  | HC Vítkovice Steel    |          |          |          |          |          |          |          |
| 3        | Radko Gudas        | Radko Gudas     | Tampa Bay Lightning   |          |          |          |          |          |          |          |
| 7        | Tomáš Kaberle      | Tomáš Kaberle   | HC Kladno             |          |          |          |          |          |          |          |
| 25       | Lukáš Krajíček     | Lukáš Krajíček  | HK Dinamo Minsk       |          |          |          |          |          |          |          |
| 23       | Zbyněk Michálek    | Zbyněk Michálek | Phoenix Coyotes       |          |          |          |          |          |          |          |
| 32       | Michal Rozsíval    | Michal Rozsíval | Chicago Blackhawks    |          |          |          |          |          |          |          |
| 5        | Ladislav Šmíd      | Ladislav Šmíd   | Calgary Flames        |          |          |          |          |          |          |          |
| 2        | Marek Židlický     | Marek Židlický  | New Jersey Devils     |          |          |          |          |          |          |          |

| 1  | Jakub Kovář     | Avtomobilist Jekaterinburg |
| 31 | Ondřej Pavelec  | Winnipeg Jets              |
| 53 | Alexander Salák | SKA Sankt Petersburg       |

| Funktionärer | Funktionärer | Funktionärer    | Funktionärer |
| Roll         |              | Namn            |              |
| ------------ | ------------ | --------------- | ------------ |
| Tränare      |              | Alois Hadamczik |              |